# Børnelege (Bruegel)
Børnelege er et maleri af den flamske renæssancekunstner Pieter Bruegel den ældre fra 1560. Det illustrerer 91 forskellige børnelege. Børnelege hænger i Kunsthistorisches Museum i Wien.
En lignende ide med at illustrere en lang række forskellige små scenarier findes i et andet af hans billeder; Nederlandske Ordsprog.

## Detaljeudsnit af maleriet
Detaljer fra maleriet startende fra nederste venstre hjørne
| Nummer | Billede | Leg                                      | Noter |
| ------ | ------- | ---------------------------------------- | --- |
| 01     |         | Lege med dukker                          | |
| 02     |         | Lege 'messe'                             | Små litugiske genstande bliver brugt til messe og gudstjenester |
| 03     |         | Vandpistol og ugle                       | Skyde vand på en fugl |
| 04     |         | Med masker                               | Bæreren er udklædt for sjov |
| 05     |         | Gynge                                    | Det klassiske ophængte sæde |
| 06     |         | Klatre over et hegn                      | En populær fritidsbeskæftigelse over naboens hegn |
| 07     |         | Håndstand                                | Der er mange variationer af stå på hænder, og de handler alle om balance |
| 08     |         | Lege "knude"                             | Kroppen bøjes på mange mærkelige måder |
| 09     |         | Saltomortale                             | Bukke sammen og rulle forover, bagover eller sidlæns |
| 10     |         | Ride på et hegn                          | Igen en leg på et hegn |
| 11     |         | Lege bryllup                             | midt i billedet. Muligvis er det parodi på det hellige sakramente eller en reference til, at det er den vigtigste begivenhed, der tillader at børn bliver undfanget. Mange steder i Europa er der tradition for at lege børnebryllupper i forbindelse med midsommer. |
| 12     |         | Løbe forbi sparkende ben (løbe spidsrod) | Smertefuldt med dynamisk |
| 13     |         | Blindebuk                                | Blind lykke |
| 14     |         | Lege med fugle                           | Evigt populært |
| 14b    |         | Fremstille hatte af grene                | Ligesom at flette en kurv |
| 15     |         | Sæbebobler                               | Stadig en populær fritidsbeskæftigelse. Bruegel viser børn, der blæser bobler med kridtpiber og viser at sæbebobler har været brugt til underholdning i 400 år |
| 16     |         | Nøddeskaller                             | En flyvende skyttel fremstillet af nøddeskaller |
| 17     |         | "Toton"                                  | Forløberen for roulette og terningespil |
| 17b    |         | Legetøjsdyr i snor                       | En stenhund af ubestemt race |
| 18     |         | Kaste gris                               | Et ældgammelt spil, der spilles med fem små genstande, ofte "grise" (egentlig astragalus, der er et rulleben, som er en ankelknogle) fra et får, der kastes op og gribes på forskellig vis                                                                           |
| 19     |         | Lege dåb                                 | Genskabelse af processionerne som voksne laver, når de bærer en baby til dåben. Den blå hætte symboliserer bedrag ("en hætte over husbonden" er en reference til hanrejen som vises i Bruegels Nederlandske Ordsprog).                                               |
| 20     |         | Morra                                    | Et terningspil, der går tilbage til romerriget og antikkens Grækenland |
| 21     |         | Piñata                                   | En beholder i papmaché eller et lignende, der er dekoreret og fyldt med legetøj eller slik, der kan slås i stykker. Bruges som en ceremoni eller en fejring. |
| 22     |         | Gå på stylter                            | At gå på stave med små trin til fødderne. De kan være korte (som her) eller lange (se nummer 62) |
| 23     |         | Springe buk                              | Man hopper over andre, der sidder på hug, ved at sætte af med hænderne på deres ryg |
| 24     |         | Lege turnering                           | Konkurrencer af forskellig art |
| 25     |         | Kongestol                                | To personer laver et sæde til en tredje ved at gribe om hinandens hænder |
| 26     |         | Kæphest                                  | En hest til at lege med fremstillet af en lige pind og et lille hestehoved |
| 27     |         | Stikke en pind i en lort                 | Ikke en sund leg |
| 28     |         | Spille fløjte og tromme                  | At spille simpel musik på enkle instrumenter har altid været populært blandt børn |
| 29     |         | Tøndebånd                                | Børn og voksne over hele verden har altid leget med ring og tøndebånd |
| 30     |         | Råbe ind i en tønde fra et hul           | Én af mange anvendelser for en tønde |
| 31     |         | En ring med klokker                      | En variation af at rulle med tøndebånd |
| 32     |         | Ride på en tønde                         | Et forsøg på at vælte den anden af tønden |
| 33     |         | Kast med hat                             | Kast hatten igennem spredte ben, og se hvem der kast længst |
| 34     |         | Kagemand                                 | Et menneskeformet brød, der sandsynligvis er en type af den hollandsk duivekater, der spises ved juletid |
| 35     |         | Straffen ved numsedask                   | Man klasker en persons bagdel ned på plankerne |

| Nummer | Billede | Leg                                  | Noter |
| ------ | ------- | ------------------------------------ | --- |
| 36     |         | Bold lavet af en oppustet svineblære | Oppustede svineblærer kan bruges til balloner |
| 37     |         | Buck buck                            | En gruppe børn laver en "pony" og en anden skal springe over deres ryg indtil vægten får dem til at vælte                                                                                            |
| 38     |         | At lege butik                        | På træplanken under tragten har Bruegel indskrevet "BRUEGEL 1560". Rødt pigment blev fremstillet ved at skrabe mursten, og det var særlig berømt fra Antwerpen.                                      |
| 39     |         | Spille lopper                        | Små skiver eller mønter vippes i en skål eller anden beholder. Man bruger en skive til at presse på kanten af en anden, så den lander i skålen. Den der får flest skiver ned i beholderen har vundet |
| 39b    |         | Lege mumle-pind                      | En gammel udendørs leg hvor børn bruger lommeknive |
| 40     |         | Bygge (en brønd)                     | Ligesom sandslotte på stranden har byggelege altid været populære |
| 41     |         | Hive i hår                           | En leg eller slåskamp? |
| 42     |         | Fange insekter med et net            | Ikke kun sommerfugle |
| 43     |         | Lege stokkeslag                      | Ikke en ufarlig leg |
| 44     |         | Spille marmorkugler                  | Et ældgammelt spil, der stadig eksisterer |
| 45     |         | Kaste mønt                           | Spillerne tager hver en mønt, og de skiftes til at kaste den mod muren; den, der kommer tættest på muren, vinder                                                                                     |
| 45b    |         | Snurre en hat på en pind             | Klovne gør det i dag |
| 46     |         | Gå i optog                           | Populært blandt børn og voksne, og det bruges i mange forbindelser |
| 47     |         | Lege portner                         | eller målmand? |
| 48     |         | Hvem har bolden?                     | Man gemmer bolden og en skal gætte, hvem der har den |
| 49     |         | Ride på skuldrene                    | Stadig populært. At sidde på nogens skulder giver overblik. |
| 50     |         | Dørsang                              | Særligt ved juletid går grupper fra dør til dør og synger julesalmer |
| 51     |         | Bål                                  | At tænde et bål kan være farligt men stadig populært og vidt udbredt |
| 52     |         | Ride på kost                         | En variation af at ride på en kæphest med mange deltagere |
| 53     |         | Skubbe på en mur                     | God øvelse for at opbygge muskler |
| 54     |         | Gemmeleg                             | Skjul Alle på nær én gemmer sig og skal findes af den sidste |
| 55     |         | "Slange" eller kongens efterfølger   | En form for rollespil |
| 56     |         | Grappling                            | En simpel form for brydning |
| 57     |         | "Djævlekæde"                         | En form for rollespil |
| 58     |         | Løb, hop på kælderdøren              | Larmende og farligt |
| 59     |         | Bowling                              | Spillerne får point ved at rulle en bold langs en flade og vælte kegler eller komme tæt på en anden bold                                                                                             |
| 60     |         | Stafet                               | Man løber med depeche (stafet)n og skal give den videre til den næste løber |
| 61     |         | Kaste valnødder                      | Muligvis en variation af bowling eller boccia, hvor man skal ramme en samling nødder |
| 62     |         | Høje stylter                         | Gå på lange stylter |
| 63     |         | Stang-leg                            | Øvelser på bom |
| 64     |         | Balancere en pind på en finger       | En spil om balance |
| 65     |         | Skuespil                             | Spille forskellige roller |
| 66     |         | Snurretop                            | Brug af legetøj, der kan rotere og balancere på en spids, når det piskes |
| 67     |         | Flytte kurve                         | Kurvene er monteret på en snor og trækkes afsted |
| 68     |         | Vimpel på pind                       | Et stykke stof monteret for enden af en pind flagrer i vinden |
| 69     |         | Hvem skal jeg vælge?                 | En pige vælger sit barn fra personer under et tæppe |
| 70     |         | Tisse                                | Teknisk set ikke en leg, men det praktiseres dog dagligt |
| 71     |         | Boccia                               | holdet skal kaste boccia-bolden så tæt på muligt på den sorte kugle |
| 72     |         | Piruetter i kjoler                   | Pigerne snurrer rundt for at få kjolen til at snurre |
| 73     |         | Klatre i træer                       | Har altid været en populær beskæftigelse for børn |
| 74     |         | Svømning                             | En sund øvelse, der træner hele kroppen |
| 75     |         | Dykning                              | hoppe eller falde i vandet har altid været underholdende for børn |
| 76     |         | Flyde med en oppustet svineblære     | En fåreblære kan også bruges i vandet |
| 77     |         | Herre på toppen                      | Rollespil, hvor man skal skubbe ham på toppen ned |
| 78     |         | Lege med sand                        | Bygge slotte og grave huler |
| 79     |         | Ridderturnering                      | En imitation af de rigtige ridderturneringer med lanser |
| 80     |         | Skralde                              | Et larmende musikinstrument |